# Especiais da RBS TV
Especiais é um espaço na programação da RBS TV, afiliada à TV Globo no estado do Rio Grande do Sul, destinado a produções locais de curta duração e que vão ao ar nas tardes de sábado, logo após o Jornal do Almoço.

## História
Com iniciativa de se manter fiéis à proposta de criação da TV Gaúcha em 1962,
o Núcleo de Programas Especiais da RBS TV coordenado por Raul Costa Júnior, Gilberto Perin e Alice Urbim, levou as produções audiovisuais gaúchas para a televisão aberta, sendo responsável por revelar novos e antigos talentos gaúchos em território nacional, como Werner Schünemann, Rafael Cardoso, Larissa Maciel, Elisa Volpatto e Fernanda Moro.
Em 31 de julho de 1999, foi ao ar o primeiro programa produzido pelo Núcleo de Especiais da RBS TV: a série Vinte Gaúchos que marcaram o Século XX. Com o sucesso da série, o projeto permaneceu no ar até 2014, onde foram produzidos e exibidos mais de 800 curtas.
Ao longo e seus 15 anos o projeto recebeu premiações nacionais e internacionais.
Em 2001, dois novos projetos entraram no ar na RBS TV: Contos de Inverno e Histórias Curtas. Os Contos de Inverno eram histórias que se passavam na cidade de Porto Alegre, mas que poderiam se passar qualquer cidade. Teve uma outra edição em 2002, com seis episódios com temas relacionados e com uma curiosidade: todos os episódios contavam com alguma cena de neve em Porto Alegre, o que já ocorreu na cidade em 1984. A série tinha a missão de contar histórias com as quais os porto-alegrenses se identificassem (todos os personagens falavam com o sotaque da capital). O Histórias Curtas é num prêmio dado a profissionais de cinema gaúchos que realizam curtas-metragens. São escolhidos oito filmes que passam por um júri composto por profissionais ligados ao cinema, teatro e televisão. O Histórias Curtas passou a ter uma edição nova por ano.
Entre 17 de novembro e 15 de dezembro de 2001, foi veiculada pela primeira vez a série Histórias Extraordinárias, que passou a ser exibida todos os anos. Os episódios da série são apresentados no gênero docudrama, sobre as principais lendas gaúchas.
Nos meses de janeiro e fevereiro de 2002, foi ao ar a série Aventura, apresentada por Pipa Diniz, gaúcha que participou da primeira edição do programa No Limite, da TV Globo. Na série, Pipa convidava personalidades do Rio Grande do Sul para praticar esportes radicais.
Em 22 de março de 2003, estreou a série A Ferro e Fogo, de treze episódios, que mais tarde ganhou uma edição em DVD. Foi ao ar até junho, sendo substituída pela série Fábulas Modernas, que recontou as principais fábulas infantis com personagens e situações contemporâneas. Teve oito capítulos e foi apresentada pela atriz Sheron Menezes.
Em 2007, estreou a série Pé na Porta, uma minissérie de humor, em 5 capítulos, protagonizada por Rafael Cardoso.
A partir de 2011 os Especiais passam a ser denominados de Curtas Gaúchos e em 2014 eles são encerrados, dando espaço ao programa Mistura com Rodaika.